# 52. Baeksang Arts Awards
52. ceremonia rozdania Baeksang Arts Awards odbyła się w Seulu na Uniwersytecie Kyung Hee 3 czerwca 2016 roku. Ceremonia została wyemitowana przez JTBC.
Uroczystość prowadzili Shin Dong-yup oraz Bae Suzy.

## Nominowani i zwycięzcy
Kompletna lista nominowanych i zwycięzców. Zwycięzcy zaznaczeni pogrubieniem.

### Film
| Daesang (Wielka nagroda) | Daesang (Wielka nagroda) |
| --- | --- |
| - Lee Joon-ik – Dongju, Sado | |
| Najlepszy film | Najlepszy reżyser |
| - Zabójstwo - Dongju - Fourth Place - Naebujadeul - Weteran                                                                                          | - Ryoo Seung-wan – Weteran - Choi Dong-hoon – Zabójstwo - Lee Joon-ik – Dongju - Oh Seung-wook – Muroehan - Woo Min-ho – Naebujadeul                                        |
| Najlepszy aktor pierwszoplanowy | Najlepsza aktorka pierwszoplanowa |
| - Lee Byung-hun – Naebujadeul - Baek Yoon-sik – Naebujadeul - Hwang Jung-min – Weteran - Song Kang-ho – Sado - Yoo Ah-in – Sado                      | - Jeon Do-yeon – Muroehan - Han Hyo-joo – Wewnętrzne piękno - Jun Ji-hyun – Zabójstwo - Kim Hye-soo – Chinatown - Lee Jung-hyun – Seongsilhan naraui Alice                  |
| Najlepszy aktor drugoplanowy | Najlepsza aktorka drugoplanowa |
| - Lee Geung-young – Sosuuigyeon - Bae Seong-woo – Office - Cho Jin-woong – Zabójstwo - Oh Dal-su – Weteran - Um Tae-goo – Chinatown                  | - Ra Mi-ran – The Himalayas - Jang Young-nam – Geukbisusa - Jeon Hye-jin – Sado - Ryu Hyun-kyung – Office - Uhm Ji-won – Uciszone                                           |
| Najlepszy debiut aktorski (mężczyzna) | Najlepszy debiut aktorski (kobieta) |
| - Park Jung-min – Dongju - Go Kyung-pyo – Chinatown - Park Bo-gum – Chinatown - Park Seo-joon – Akui yeondaegi - Tae In-ho – Shadow Island           | - Park So-dam – The Priests - Jeong Ha-dam – Steel Flower - Kim Sae-byuk – Letnia fantazja - Kim Si-eun – Su Saek - Kwon So-hyun – Madonna                                  |
| Najlepszy debiut reżyserski | Najlepszy scenariusz |
| - Han Jun-hee – Chinatown - Ahn Gooc-jin – Seongsilhan naraui Alice - Choi Seung-yeun – Su Saek - Hong Won-chan – Office - Kim Sung-je – Sosuuigyeon | - Ahn Gooc-jin – Seongsilhan naraui Alice - Choi Dong-hoon – Zabójstwo - Kwak Kyung-taek, Han Seung-woon – Geukbisusa - Ryoo Seung-wan – Weteran - Shin Yeon-shick – Dongju |
| Nagroda popularności (mężczyzna) | Nagroda popularności (kobieta) |
| - Do Kyung-soo – Sunjeong | - Bae Suzy – Dorihwaga |

### Telewizja
| Daesang (Wielka nagroda) | Najlepszy serial telewizyjny |
| --- | --- |
| - Taeyang-ui huye | - Sygnał - Taeyang-ui huye - Eungdapara 1988 - Ona była piękna. - Sześć Latających Smoków |
| Najlepszy program edukacyjny/kulturalny | Najlepszy program rozrywkowy |
| - Examination - Kim Je-dong's Talk to You - The Next Human - The Secret Readers Club - Wind for School                                                                                 | - King of Mask Singer - Baeuhaggyo - My Little Television - Please Take Care of My Refrigerator - Same Bed, Different Dreams                                                                          |
| Najlepszy reżyser | Najlepszy scenariusz |
| - Shin Won-ho – Eungdapara 1988 - Jung Dae-yoon – Ona była piękna. - Kim Won-seok – Sygnał - Lee Eung-bok, Baek Sang-hoon – Taeyang-ui huye - Shin Kyung-soo – Sześć Latających Smoków | - Kim Eun-hee – Sygnał - Kim Eun-sook, Kim Won-seok – Taeyang-ui huye - Kim Young-hyun, Park Sang-yeon – Sześć Latających Smoków - Lee Woo-jung – Eungdapara 1988 - Yang Hee-seung – O naui gwisinnim |
| Najlepszy aktor pierwszoplanowy | Najlepsza aktorka pierwszoplanowa |
| - Yoo Ah-in – Sześć Latających Smoków - Cho Jin-woong – Sygnał - Joo Won – Yong-pal-i - Namkoong Min – Remember: War of the Son - Song Joong-ki – Taeyang-ui huye                      | - Kim Hye-soo – Signal - Hwang Jung-eum – Ona była piękna. - Kim Hyun-joo – I Have a Lover - Ra Mi-ran – Eungdapara 1988 - Song Hye-kyo – Taeyang-ui huye                                             |
| Najlepszy debiut aktorski (mężczyzna) | Najlepszy debiut aktorski (kobieta) |
| - Ryu Jun-yeol – Eungdapara 1988 - Ahn Jae-hong – Eungdapara 1988 - Byun Yo-han – Sześć Latających Smoków - Lee Dong-hwi – Eungdapara 1988 - Yook Sungjae – Kim jesteś: Szkoła 2015    | - Kim Go-eun – Cheese in the Trap - Lee Hyeri – Eungdapara 1988 - Lee Sung-kyung – Queen's Flower - Park So-dam – Because It's The First Time - Ryu Hye-young – Eungdapara 1988                       |
| Najlepszy uczestnik programu rozrywkowego | Najlepsza uczestniczka programu rozrywkowego |
| - Kim Gura – My Little Television - Jeong Jun-ha – Infinite Challenge - Kim Sung-joo – King of Mask Singer - Kim Young-chul – Real Men - Yoon Jung-soo – With You                      | - Kim Sook – With You - Hong Yoon-hwa – Us-eum-eul chajneun salamdeul - Jang Do-yeon – Comedy Big League - Oh Na-mi – Gag Concert - Park Na-rae – Comedy Big League                                   |
| Nagroda popularności (mężczyzna) | Nagroda popularności (kobieta) |
| - Song Joong-ki – Taeyang-ui huye | - Song Hye-kyo – Taeyang-ui huye |

### Inne nagrody
| InStyle Fashion Award    | iQiyi Star Award               |
| ------------------------ | ------------------------------ |
| - Park Bo-gum - Bae Suzy | - Song Joong-ki - Song Hye-kyo |